# Operațiunea Atlantic Resolve (România)
În România, Operațiunea Atlantic Resolve asigură în cadrul angajamentului militar al Statelor Unite ale Americii în ce privește România, desfășurarea unei serii de evenimente comune bilaterale și multinaționale de pregătire militară, prin dislocarea cu caracter rotațional de către forțele armate ale SUA, a unor unități militare. De asemenea, contribuie la potențarea posturii europene de descurajare militară a Federației Ruse și sprijină în acealși timp activitatea Organizației Tratatului Atlanticului de Nord.
Prezența trupelor americane în România survine într-un context în care statul român este un susținător al inițiativelor de apărare și de descurajare ale NATO de la nivelul flancului său estic și solicită de multă vreme, o prezență sporită a Alianței în regiunea Mării Negre.
Efectivul american aflat în jurul a 500–1.000 de militari din perioada 2015-2021 care, a asigurat în mod uzual pe teritoriul românesc activitatea SUA de training militar, a fost suplimentat în prima parte a anului 2020 cu un grup tactic de luptă⁠(en)[traduceți] de circa 1.000 de militari, iar în a doua parte a aceluiași an cu un grup de lupă de nivel brigadă⁠(en)[traduceți] de circa 4.000 de militari.

## Contextul relațiilor militare România-SUA
După ce în anul 2004 România a aderat la Organizația Tratatului Atlanticului de Nord, în anul 2005 statul român a semnat împreună cu Statele Unite Ale Americii un acord de cooperare în domeniul apărării, care document a devenit cadrul pentru angajamentul militar al SUA în ce privește România.

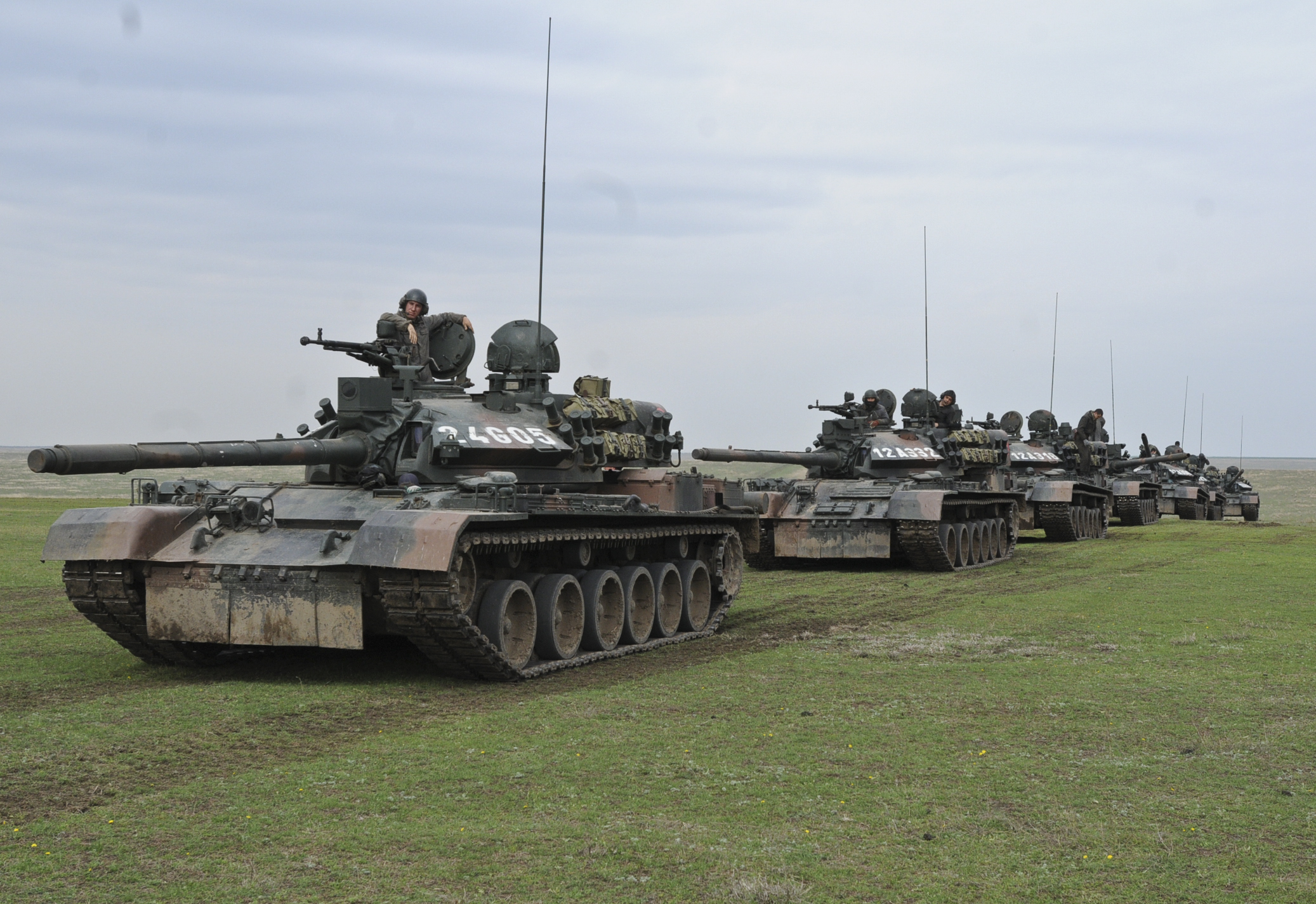
Aprilie 2015: Tancuri principale de luptă TR-85 ale Forțelor Terestre Române, angajate în exercițiul Wind Spring din cadrul Operațiunii Atlantic Resolve.

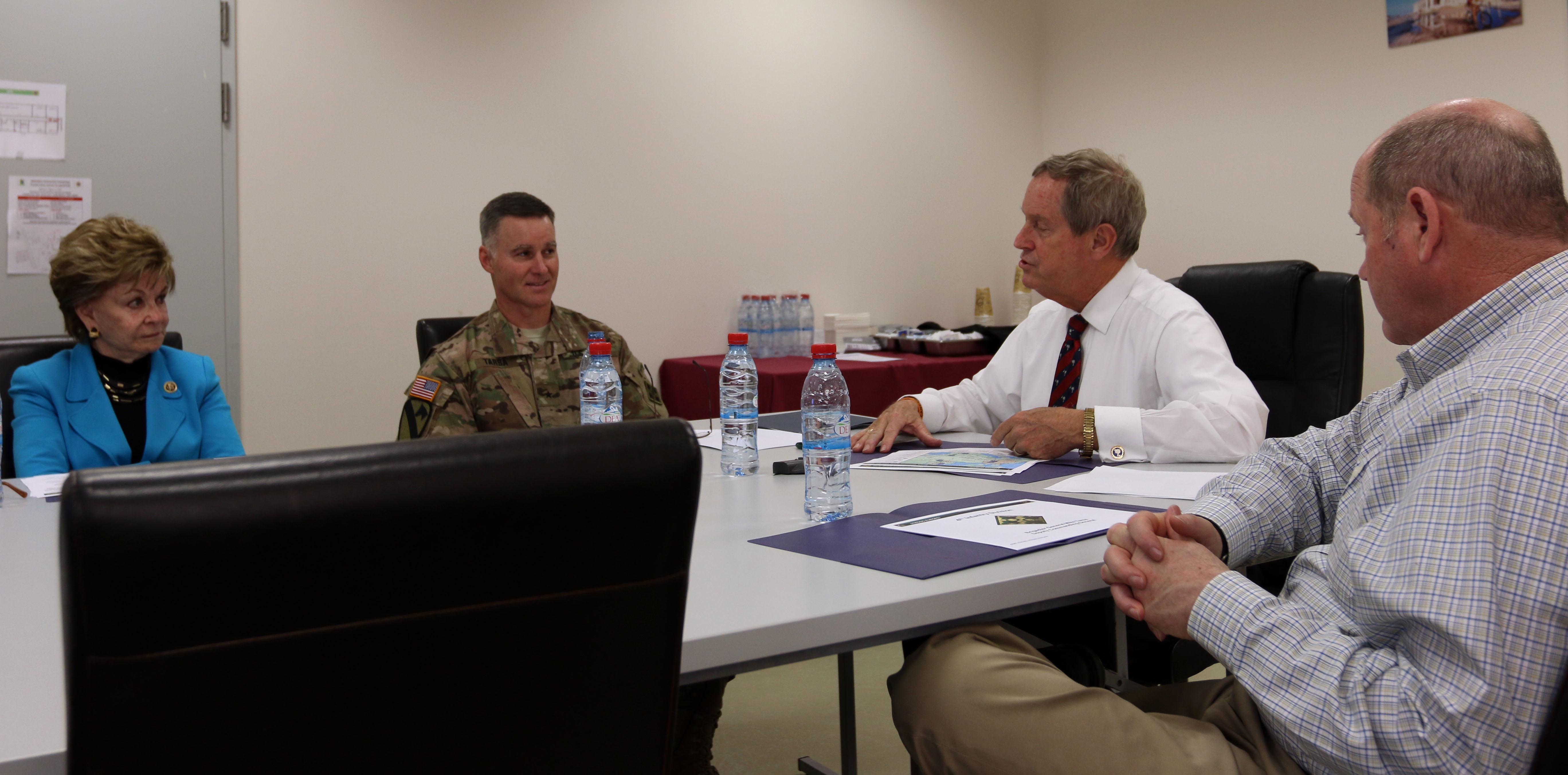
Mai 2015: vizita de informare a delegației Congresului Statelor Unite la Baza 57 Aeriană „Mihail Kogălniceanu”

Lansată în aprilie 2014 în Statele baltice și în Polonia, Operațiunea Atlantic Resolve a fost extinsă în martie 2015 în România și Bulgaria.
Conform acordului menționat mai sus, în prezent România și SUA operează în comun facilități militare de pe teritoriul românesc, iar în prezent acestea sunt bazele aeriene de la Mihai Kogălniceanu și Câmpia Turzii, poligoanele Babadag, Smârdan, Cincu și Capu Midia⁠(en)[traduceți] și baza de la Târgu Mureș. În cadrul acestei cooperări, baza aeriană de la Mihail Kogălniceanu reprezintă atât un hub regional cheie de tranzit și de transport multimodal, cât și sediul de dislocare rotațională persistentă a unor efective militare ale Statelor Unite în cadrul Operațiunii Atlantic Resolve.
Se adaugă celor de mai sus baza militară de la Deveselu⁠(en)[traduceți], care găzduiește un element cheie al scutului antibalistic Aegis Ashore⁠(en)[traduceți], integrat în Sistemul antirachetă al NATO⁠(en)[traduceți] în faza de abordare adaptivă europeană (EPAA). Având calitatea de bază militară a Marinei SUA, elementul de sistem de la Deveselu a devenit operațional în România ca urmare a unui acord de apărare antirachetă balistică, semnat de statul român în anul 2011.
În octombrie 2020, România și SUA au semnat Foaia de parcurs pentru cooperarea în domeniul apărării pentru intervalul 2020-2030. Există opinia că SUA ar trebui să ia în considerare crearea unei a patra baze în România, aceasta având componentă maritimă. Scopul ei ar fi să să permită traficul maritim pentru alte puteri occidentale și pentru România, Ucraina și alte națiuni ale Mării Negre și să ofere suport unei flote mici și flexibile în Marea Neagră, cu componente de apărare și de supraveghere aeriană.

## Desfășurare
În intervalul 2014-2022, SUA au menținut în România în cadrul Operațiunii Atlantic Resolve, pe bază rotațională în jurul a 500–1.000 de militari. La începutul anului 2022 numărul lor a crescut la circa 2.000, după repoziționarea unui escadron Stryker⁠(en)[traduceți] din Germania (Regimentul 2 Cavalerie⁠(en)[traduceți]) având calitatea de de grup tactic de luptă⁠(en)[traduceți].
La Summitul NATO de la Madrid din 2022⁠(en)[traduceți], președintele SUA a anunțat că România va găzdui „o brigadă suplimentară⁠(en)[traduceți] prin rotație”. Aceasta va avea un efectiv de 3.000 de miliari și de 2.000 de angajați civili. În ultima parte a anului 2022, alături de grupările mici de trupe americane care asigură activitate de training militar în România aflate la Mihai Kogălniceanu, a fost dislocată astfel suplimentar o brigadă din Divizia 101 Aeropurtată a SUA cu un efectiv de circa 4.000 de militari, prezență care urmează a se menține și în 2023, sub comanda unui general cu 2 stele.

Instantanee din timpul exercițiilor
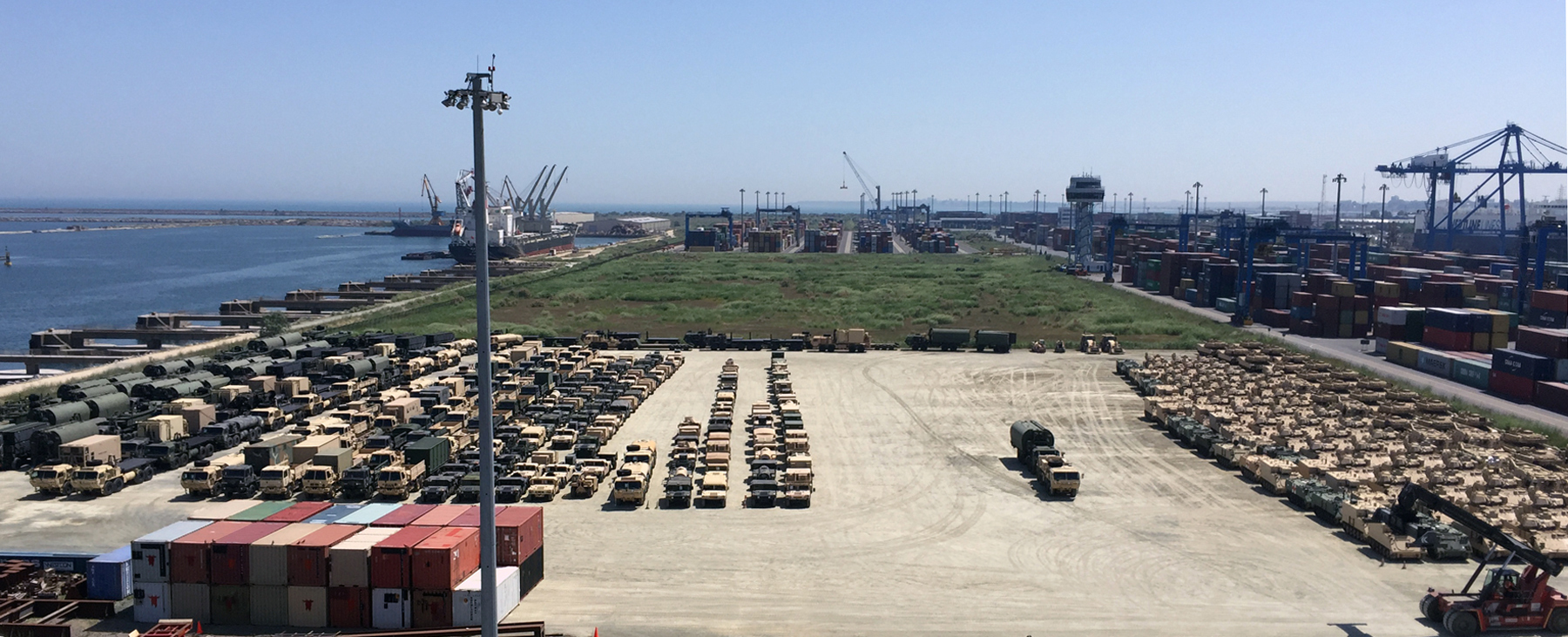
Echipamente ale Brigăzii 116 Cavalerie descărcat în Portul Constanța (2016)
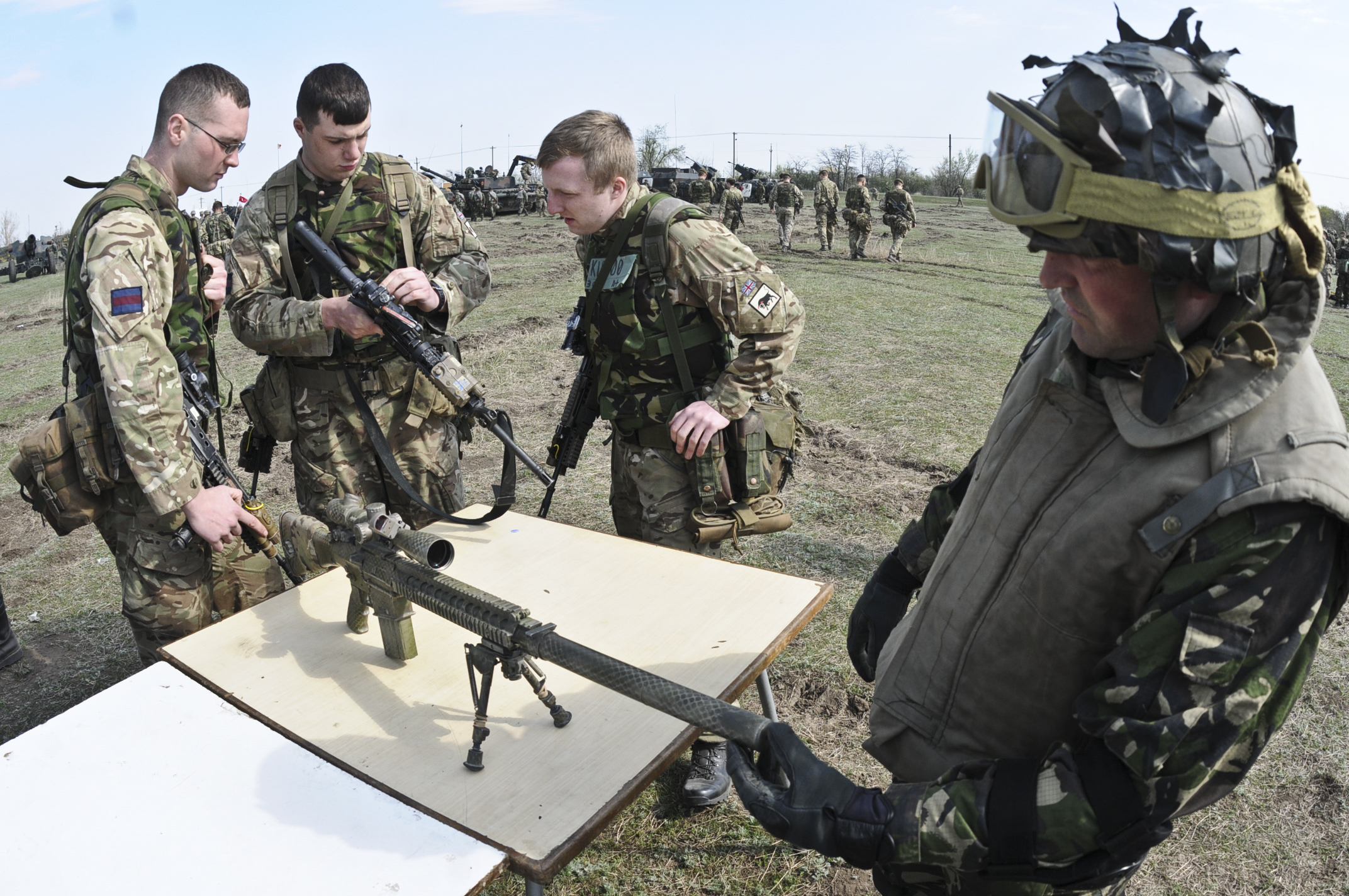
Studierea reciprocă a armamentului individual: 2 soldați britanici la stânga, un soldat român la dreapta (Smârdan, 2015)
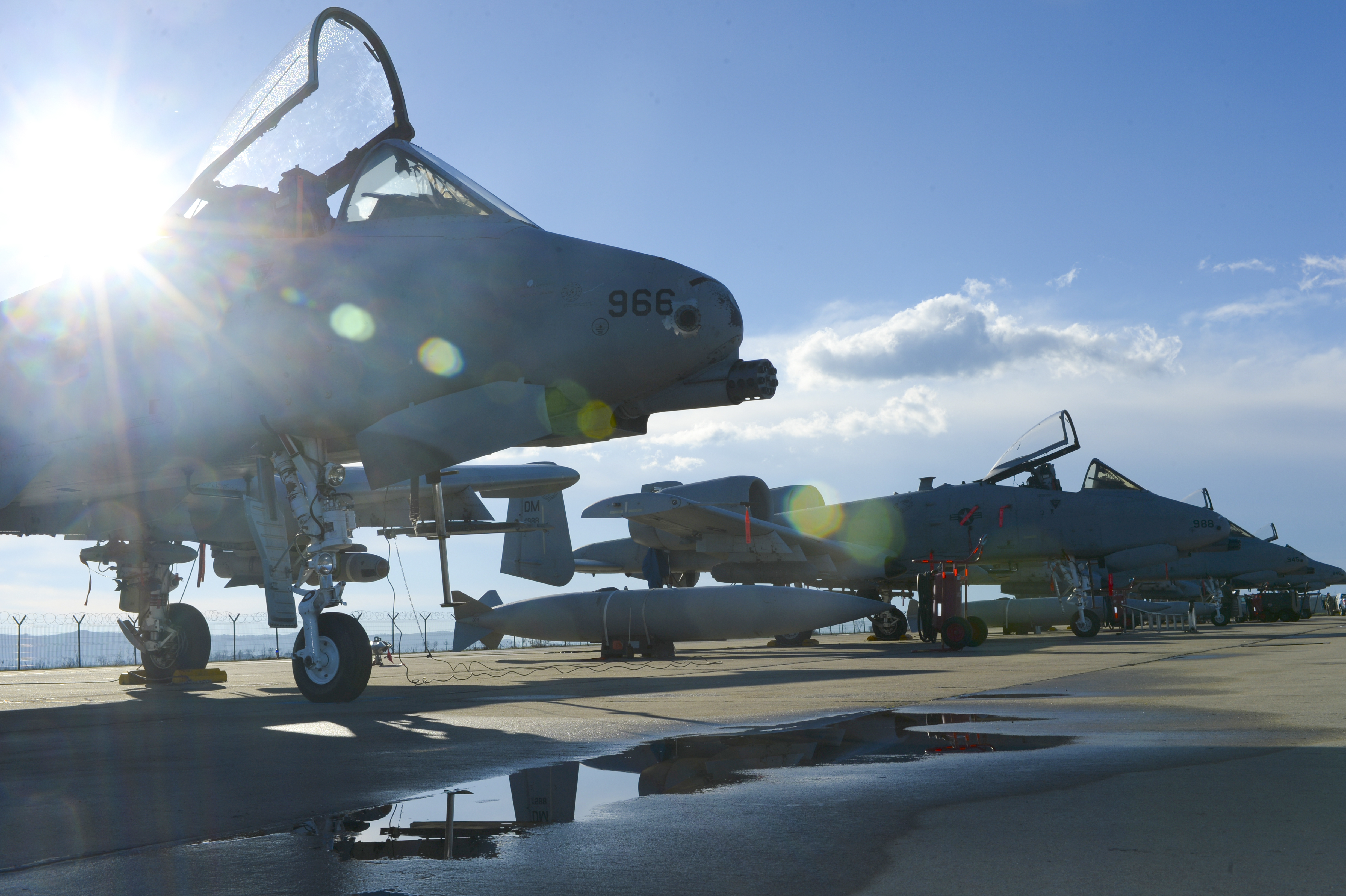
A-10 Thunderbolt II americane la Câmpia Turzii (2015)
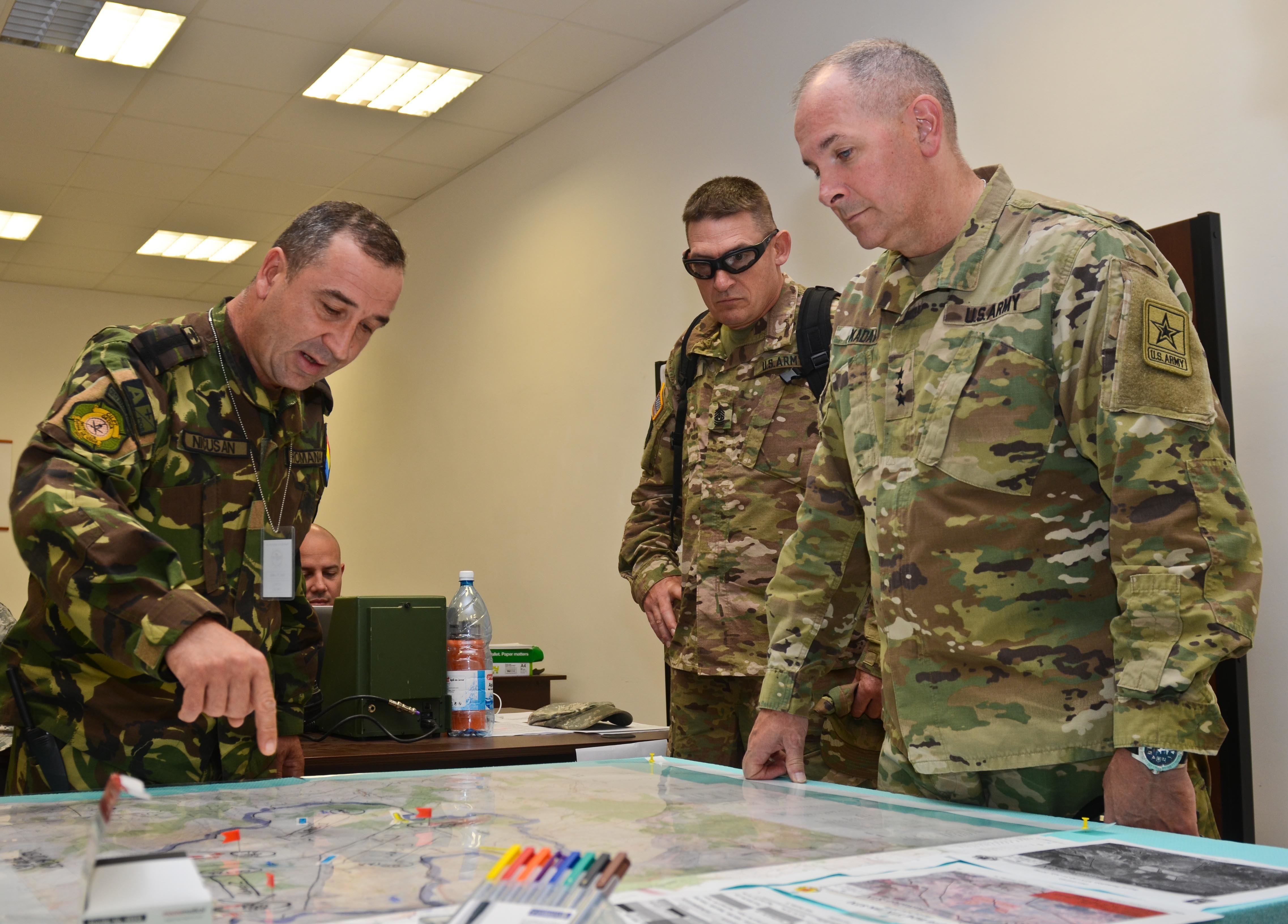
Briefing operațional (Cincu, 2016)
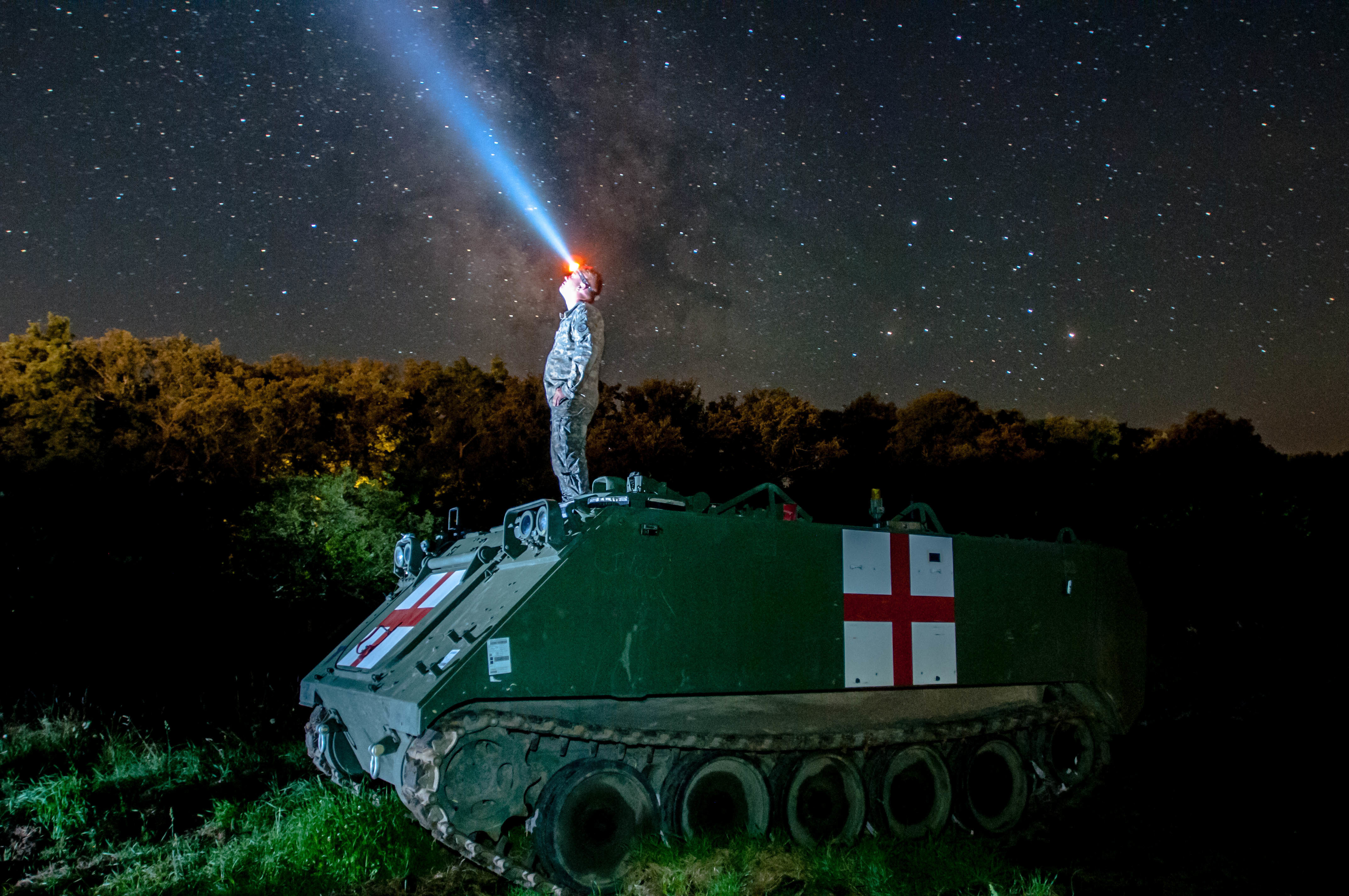
Transportor blindat M113⁠(en)[traduceți] de evacuare medicală (Cincu, 2016)
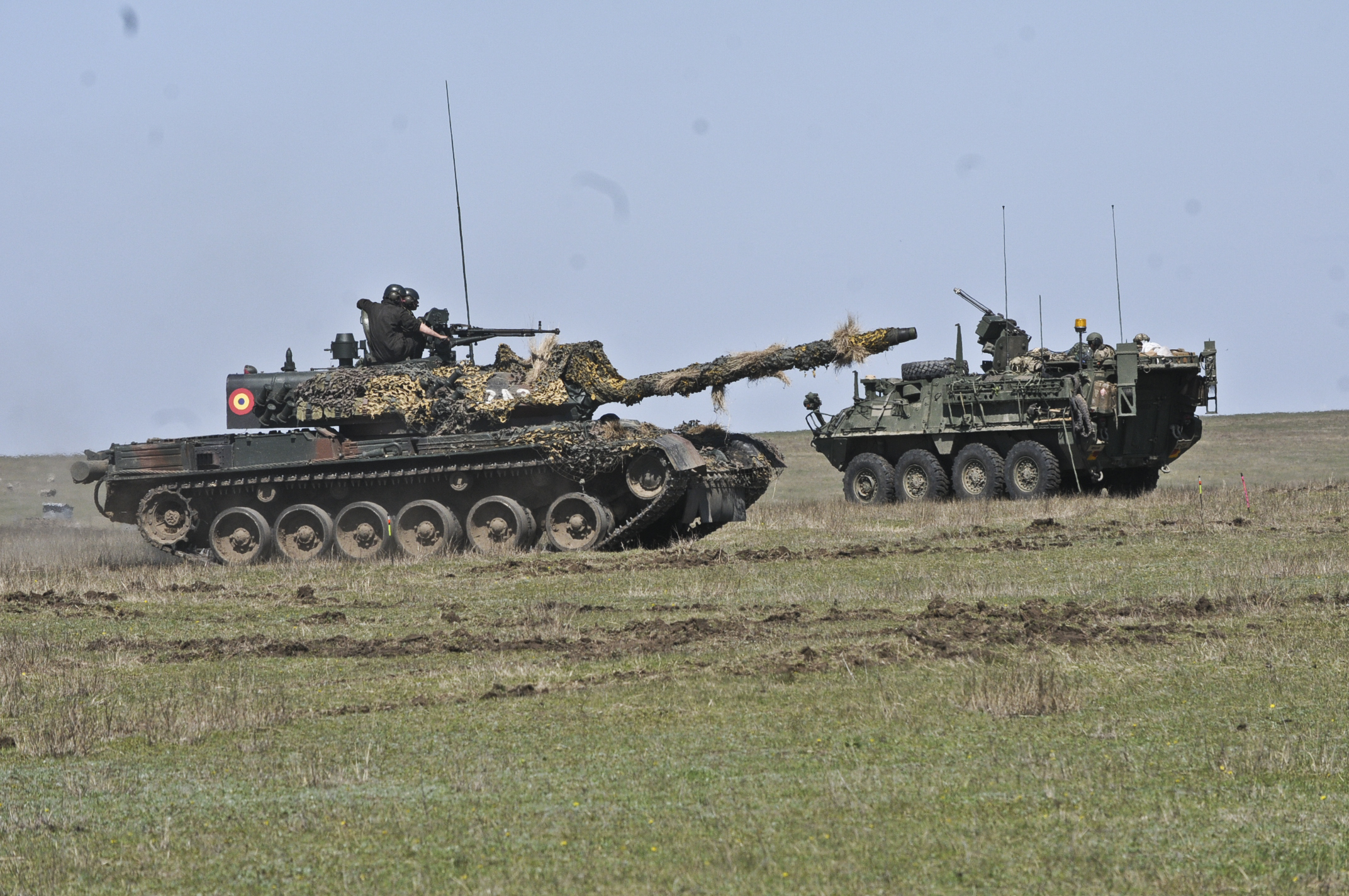
Tanc TR-85 (stânga) și blindat Stryker⁠(en)[traduceți] (dreapta) la Smârdan (2015)

## Rol
În cadrul Operațiunii Atlantic Resolve, unitățile militare ale Statelor Unite sunt dislocate prin rotație, pentru a desfășura o serie de evenimente comune bilaterale și multinaționale, de pregătire militară, pentru a potența postura europeană de descurajare militară a Federației Ruse și pentru a sprijini Organizația Tratatului Atalnticului de Nord.
Prezența sporită a forțelor aliate din cadrul NATO, în România, este expresia unui efort al Alianței care exprimă atât solidaritatea militară între țările europene cât și între SUA și Europa. De asemenea, este suport pentru augmentarea instruirii militare a forțelor militare române.
Spre diferență de Polonia, care are graniță terestră cu Belarus și găzduiește o bază militară permanentă americană, România are în prezent (2023) un risc mai scăzut de a fi invadată pe cale terestră, zona sa cea mai vulnerabilă în acest moment fiind reprezentată de litoralul dobrogean. Ca atare, a apărut necesitatea compensării vulnerabilității din zona Dobrogei. Exceptând această vulnerabilitatea terestră, conform lui Mircea Geoană, în actualul context România mai necesită ajutor din partea NATO în sectoarele aerian, maritim, de intelligence și de elemente de supraveghere. Forțele Armate ala SUA din România de află în Dobrogea în Baza 57 Aeriană „Mihail Kogălniceanu”.
La acoperirea aeriană a Dobrogei mai contribuie și avioanele NATO dislocate la Baza 86 Aeriană „Locotenent Aviator Gheorghe Mociorniță” de la Borcea⁠(en)[traduceți], care, execută misiuni de Poliție Aeriană, precum și sistemul de apărare antiaeriană SAMP/T⁠(en)[traduceți] (MAMBA) dislocat în regiune de Franța.